# Wanted Johnny Texas
Wanted Johnny Texas ist ein 1967 entstandener Italowestern unter der Regie von Emimmo Salvi. Der kostengünstige Film lief im deutschen Sprachraum nicht im Kino, wurde aber auf Video erstaufgeführt.

## Handlung
Ein Colonel der Texas Rangers wirbt Johnny Texas an, um den Umtrieben des windigen O’Connor und seiner Verbrecherbande ein Ende zu setzen. Der verkauft Dynamit an Leute, die damit nicht nur gutes im Sinn haben. Mit drei Kumpanen und der hübschen Lucia dringt Johnny in das Versteck der Bande ein; nachdem weder er noch der Gangsterchef Skrupel im Umgang mit Gewalt gezeigt haben, kann bei einem abschließenden Feuergefecht Johnny den Sieg davontragen.

## Kritik
Das Lexikon des internationalen Films urteilte vernichtend, der Film sei „ein brutales Machwerk, das fast ausschließlich aus Schlägereien und Gemetzel besteht“. Christian Keßler, der wiederholt das völlig konfuse Drehbuch erwähnt, bemerkt auch bizarr farbenfrohe Kostüme, lausige Schauspielerführung und hübsche Musik.

## Bemerkungen
Als italienischer Titel wird oftmals auch nur Johnny Texas geführt. Das Einspielergebnis betrug in Italien 134 Millionen Lire.
Für die Dialoge zeichnete Gloria Donadoni verantwortlich.